# Malkov
Malkov je priimek več oseb:
- Dimitrij Kuzmič Malkov, sovjetski general
- Igor Malkov, ruski hitrostni drsalec
- Nikolaj Georgijevič Malkov, sovjetski general
- Sergej Malkov, ruski matematik